# Mangouste brune
Crossarchus obscurus
 (janvier 2013).
Si vous disposez d'ouvrages ou d'articles de référence ou si vous connaissez des sites web de qualité traitant du thème abordé ici, merci de compléter l'article en donnant les références utiles à sa vérifiabilité et en les liant à la section « Notes et références ».
Espèce
Statut de conservation UICN

 LC  : Préoccupation mineure
La mangouste brune ou crossarche brune (Crossarchus obscurus) est une espèce de la famille des mangoustes. Elle est décrite en 1825 par Frédéric Cuvier.

## Description[1],[2]
C’est une mangouste grassouillette, au nez et à la tête assez allongés (plus que la mangouste rayée dont l'allure est assez semblable), et aux fortes griffes. Elle a la lèvre supérieure et le nez très proéminents par rapport à la lèvre inférieure. La fourrure est généralement sombre (brun foncé à brun noir) ébouriffée, hirsute et dense bien que le pelage soit court sur la tête, la gorge et plus clairsemé sur le ventre. Son sous-poil est plus clair. Elle mesure 45 à 70 cm de long, comprenant une queue de 15 à 25 cm, pour un poids de 1-1,5 kg. Elle se nourrit d’insectes, de vers, d’escargots, de mille-pattes, de crabes et d’autres invertébrés et d’œufs. Elle est vive et énergique à la chasse. Les individus maintiennent le contact par de fréquents gazouillis et vibrations. Quand elle se sent menacée elle hérisse ses poils et grogne. Elle a une vue, une ouïe et un odorat excellents.
Hauteur : 15 à 25 cm, envergure : 18 à 20 cm

## Répartition et habitat
Elle habite les forêts pluvieuses entre la Sierra Leone et le Nigeria. Elle n’est donc présente que sur une petite zone des pays côtiers de l’Afrique de l’Ouest. Elle évolue sur le sol de la forêt, notamment dans les zones de sous-bois épais jusqu'à 2000 m environ.

## Activité
Elle est diurne elle passe la nuit dans des terriers à plusieurs issues, souvent des anciennes termitières.

## Prédateurs
C'est la proie des grands carnivores et rapaces diurnes comme les léopard ou les aigles couronnés. Elle est aussi chassée par l'Homme, localement, pour être consommée en tant que viande de brousse, et accessoirement pour sa fourrure. 

## Alimentation
Elle se nourrit de vers, de cloportes, de millepattes, de scolopendres, d'araignées, d'insectes, d'escargots, (qui sont flairés et déterrés) de crabes, de poissons, de batraciens, de serpents (même venimeux), de petits mammifères et d'oiseaux, de fruits et autres substances végétales, et des œufs.

## Comportement social
En groupes familiaux jusqu'à une douzaine d'individus.

## Reproduction
La période de gestation est de 10 semaines. La portée est de 2 à 4 petits (généralement 4). La période de reproduction est indépendante de la saison. En une année il y a 2 à 3 portées possibles.
La mangouste brune commence à s'accoupler à 9 mois.
Elle vit 4 ans et demi en captivité.